# Doorgaand gewapend beton
Doorgaand of continu gewapend beton is een type wegverharding dat in België frequent toegepast wordt. Zo werd de Ring om Antwerpen heraangelegd in doorgaand gewapend beton. Het is een doorlopend en voegloos betonnen wegdek.

## Geschiedenis
Aanvankelijk werden alleen wegen aangelegd van ongewapend beton. Deze wegen bestonden uit betonplaten met een lengte van ca. 5 meter en de breedte van een rijstrook. Ten gevolge van de verkeersbelasting en de zetting van de ondergrond zakten deze betonplaten ongelijkmatig. Dit soort wegen stond al snel bekend als "bulderbanen" omdat (vracht)verkeer al op grote afstand hoorbaar was omdat de wielen bij iedere plaatovergang iets "vielen".

## Gebruik
In de jaren negentig van de 20e eeuw heeft men wapening toegepast in de betonverhardingen. Eerst zijn proeven gedaan met vliegveldverhardingen, later zijn ook wegen aangelegd bestaande uit doorgaand gewapend beton, zoals een proefvak in de A12 bij Driebergen en de A5 bij Schiphol. De A50 tussen Eindhoven en Oss is een van de eerste wegen in Nederland waarbij deze verharding op grote schaal is toegepast.

## Opzet
Het aanleggen van betonwegen bestaande uit een aaneengesloten plaat was niet mogelijk omdat beton bij warmte uitzet en bij lage temperaturen krimpt. Door dit proces van uitzetten en krimpen zou de beton al binnen enkele dagen na het storten scheuren. Men lost dit op door de weg in verschillende platen te verdelen (gewoon platenbeton) of het wegdek te wapenen.
Vanzelfsprekend treden ook in gewapend beton dezelfde krachten op als in ongewapend beton ten gevolge van temperatuurverschillen. Om deze enorme krachten op te vangen worden over de gehele lengte van de weg staven betonstaal in de lengterichting van de weg aangebracht, en wordt de betonlaag op een bitumineuze onderlaag geplaatst. Deze maatregelen voorkomen dat het beton ten gevolge van krimp, bij lage temperaturen, scheurt. 
Om te voorkomen dat het beton bij hoge temperaturen ten gevolge van uitzetting "spat" zorgt het wapeningsstaal ervoor dat deze spatkrachten worden overgebracht naar grote verankeringsblokken aan begin en einde van het verhardingsvak. De verhardingsvakken beginnen en eindigen bij kunstwerken. Deze eindblokken zorgen ervoor dat het beton niet kan uitzetten bij een temperatuursverhoging, en zo wordt een soort voorspanning in het betonnen wegdek gestoken.
Het feit dat het beton over de volledige lengte één geheel is, én de aanwezigheid van het wapeningsstaal bemoeilijkt sterk het uitvoeren van reparaties.